# Skotten i Mainila

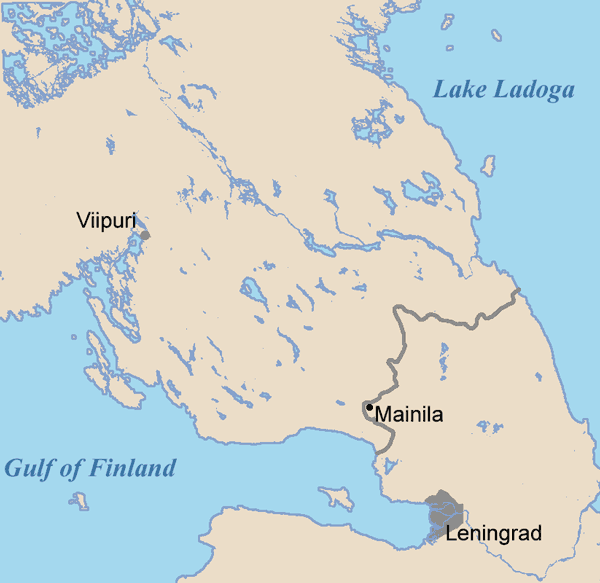
Mainilas läge på Karelska näset, 1939.

Skotten i Mainila (finska: Mainilan laukaukset) var en militär incident som inledde Vinterkriget 1939/1940.
Omkring klockan 15.00 finsk tid den 26 november 1939 i byn Mainila, nära Beloostrov i Sovjetunionen, alldeles vid  gränsen mot Finland, hördes  och observerades sju explosioner av de finländska trupperna på andra sidan gränsen. Enligt den officiella sovjetiska versionen dödades fyra ryska militärer och sårades nio. Redan kl. 19.30 överlämnades en not till Finlands sändebud i Moskva, i vilken det sades att eld hade öppnats mot de sovjetiska trupperna i Mainila och krävdes att de finländska till förebyggande av liknande provokationer skulle dras tillbaka 20-25 km från gränsen. 
Händelsen undersöktes av de finska myndigheterna, och man konstaterade att finska artilleriet vid den aktuella tidpunkten var så placerat att inga pjäser kunde lägga Mainila under eld. Detta hindrade inte att Josef Stalin tog incidenten som förevändning att följande dag avbryta de diplomatiska förbindelserna och den 30 november gick sovjetiska trupper till angrepp mot Finland.

## Källa
- Mainila i Uppslagsverket Finland (webbupplaga, 2012). CC-BY-SA 4.0